# Perfect Angel
| Recensione | Giudizio |
| ---------- | -------- |
| AllMusic   |          |

Perfect Angel è il secondo album della cantautrice statunitense Minnie Riperton, pubblicato dall'etichetta discografica Epic Records nel giugno 1974.
L'album è prodotto dalla Scorbu Productions. Richard Rudolph firma 7 brani insieme all'interprete, mentre Take a Little Trip e Perfect Angel sono opera di Stevie Wonder. Gli arrangiamenti sono curati dai Wonderlove, la band di supporto di Stevie.
Dal disco vengono tratti i singoli Reasons, Seeing You This Way e Lovin' You, che si rivelerà un grande successo internazionale.

## Tracce

### LP (1974, Epic Records, KE 32561)
Lato A (AL 32561)
1. Reasons – 3:25 (Minnie Riperton, Richard Rudolph)
2. It's So Nice (To See Old Friends) – 4:47 (Minnie Riperton, Richard Rudolph)
3. Take a Little Trip – 4:11 (Stevie Wonder)
4. Seeing You This Way – 2:51 (Minnie Riperton, Richard Rudolph)
5. The Edge of a Dream – 4:20 (Minnie Riperton, Richard Rudolph)

Durata totale: 19:34
Lato B (BL 32561)
1. Perfect Angel – 3:41 (Stevie Wonder)
2. Every Time He Comes Around – 4:16 (Minnie Riperton, Richard Rudolph)
3. Lovin' You – 3:54 (Minnie Riperton, Richard Rudolph)
4. Our Lives – 5:56 (Minnie Riperton, Richard Rudolph)

Durata totale: 17:47

## Musicisti
- Minnie Riperton – voce, cori (A4 e B1)
- El toro negro – batteria (A1), pianoforte (A2 e A5), pianoforte elettrico (A3, B1, B2, B3 e B4), piatti e grancassa (A4), armonica (B4)
- Marlo Henderson – chitarra (A1, A2, A5, B1, B2), chitarra ritmica (A3)
- Michael Sembello – chitarra solista (A3), chitarra (A4 e B4)
- Richard Rudolph – chitarra (B3)
- Reggie McBride – basso (A1, A2, A3, A4, A5, B1, B2 e B4)
- Ollie E. Brown – batteria (A2, A3, B1, B2 e B4)
- Sneeky Pete – chitarra pedal steel (A2)
- Rocky Dzidzornu – congas (B4)
- Shirley Brewer – cori (A4)
- Lani Groves – cori (A4 e B1)
- Denise Williams – cori (A4, B1 e B2)
- Yvonne Wright – cori (A4)

### Produzione
- Scorbu Productions – produzione
- Robert Margouleff e Malcolm Cecil – produttori associati
- Registrazioni effettuate al The Record Plant di Los Angeles, California
- Robert Margouleff e Malcolm Cecil – ingegneri delle registrazioni (per la Centaur Productions)
- Gary Olazabal – assistente ingegneri delle registrazioni
- Anne Garner – design copertina album originale
- Barry Feinstein – foto copertina album originale[4]

## Classifica
Album
| Anno | Classifica              | Posizione raggiunta |  |
| ---- | ----------------------- | ------------------- |  |
| 1975 | Billboard 200           | 4                   |  |
| 1975 | Top R&B/Hip-Hop Albums  | 1                   |  |
| 1975 | Official Charts Company | 33                  |  |

Singoli
| Anno | Titolo del brano | Classifica              | Posizione raggiunta |
| ---- | ---------------- | ----------------------- | ------------------- |
| 1975 | Lovin' You       | Hot 100                 | 1                   |
| 1975 | Lovin' You       | Hot R&B/Hip-Hop Songs   | 3                   |
| 1975 | Lovin' You       | Official Charts Company | 2                   |